# Hartman (Automobilhersteller)
Hartman war ein US-amerikanischer Hersteller von Automobilen.

## Unternehmensgeschichte
George V. Hartman wohnte in Red Bluff in Kalifornien. Dort stellte er von 1914 bis 1918 Automobile her. Der Markenname lautete Hartman. 1918 endete die Produktion, weil Hartman nach dem Eintritt der USA in den Ersten Weltkrieg zur Armee ging.
Insgesamt entstanden etwa 20 Fahrzeuge.

## Fahrzeuge
Hartman hatte 1914 günstig Ottomotoren von Model Gas Engine Works erworben, denn dieses Unternehmen bereitete einen Umzug von Peru in Indiana nach Pittsburgh in Pennsylvania vor und stieß daher die Lagerbestände zu niedrigen Preisen ab. Es waren Vierzylindermotoren mit 3151 cm³ und 3205 cm³ Hubraum. Die Dreiganggetriebe stammten ebenfalls von Model.
Hartman entwarf die Fahrgestelle selber. Der Radstand betrug 279 cm. Die Aufbauten sind nicht überliefert. Eine Abbildung zeigt einen Roadster.